# Hex (Fernsehserie)
Hex ist eine britische Fernsehserie des Senders Sky 1. Die Erstausstrahlung der Fernsehserie begann am 17. Oktober 2004. Am 4. Dezember 2005 endete die Fernsehserie nach 2 Staffeln und 18 Episoden.

## Handlung
Cassie ist eine Außenseiterin in einer teuren Privatschule. Sie sieht sich plötzlich mit neuen magischen Kräften konfrontiert. Außerdem hat sie seltsame Träume von einer Familie, die angriffen wird und einem fremden Mann. Der Mann entpuppt sich als der gefallene Engel Azazeal und der hat Pläne für Cassie und ihre Familie. Ihre beste Freundin wird hingegen zum Geist und outet sich als Lesbe. Daneben muss Cassie das Leben in der Schule meistern.

## Besetzung

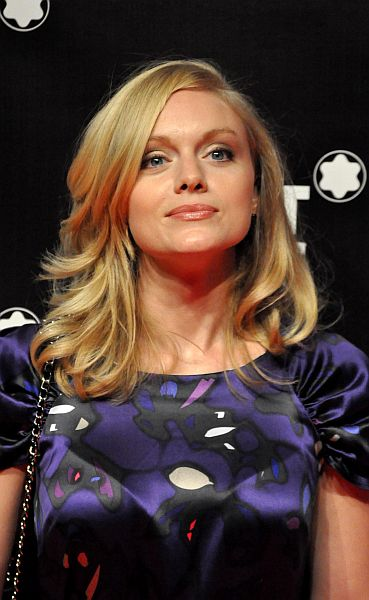
Christina Cole spielte Cassie Hughes
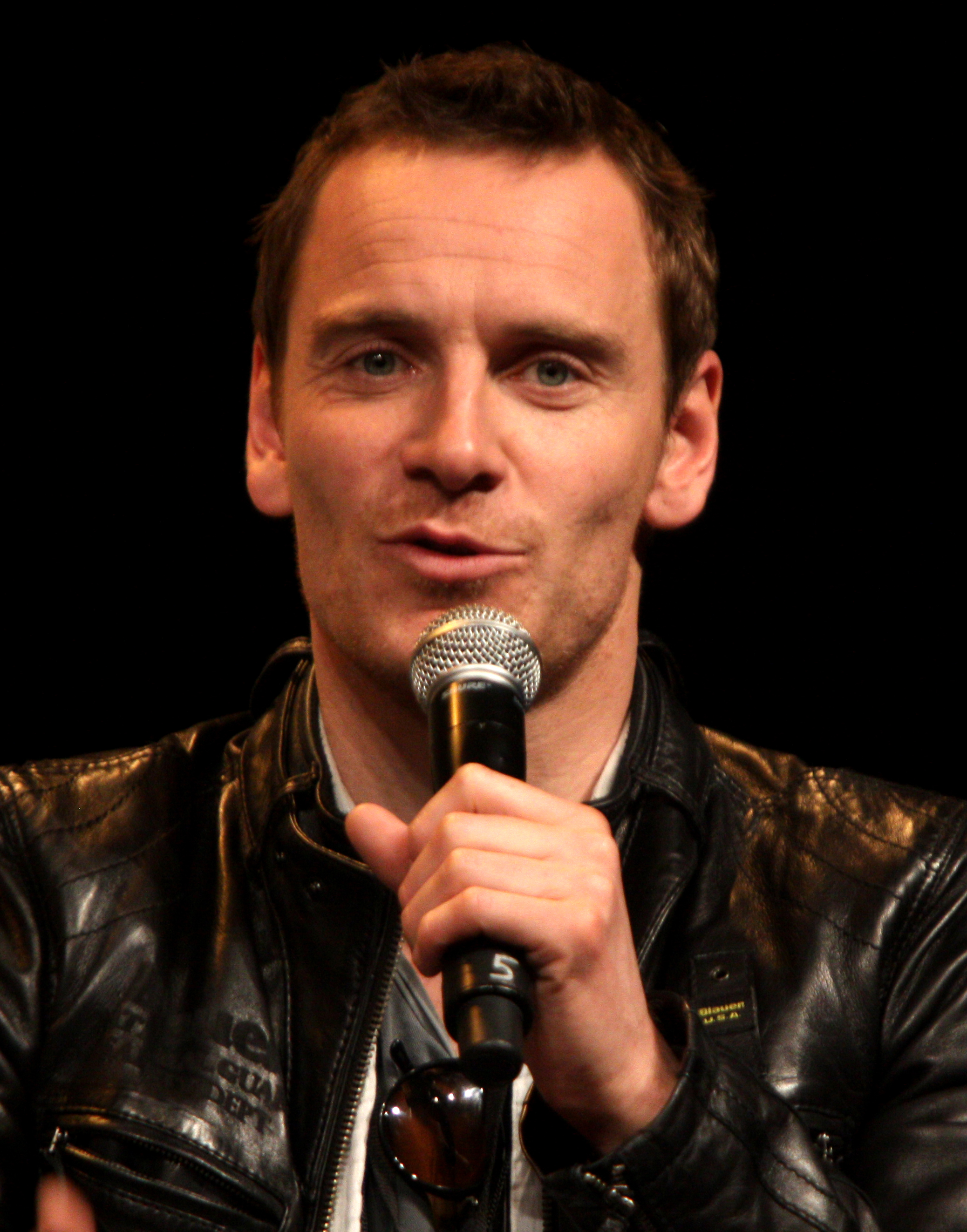
Michael Fassbender spielte Azazeal
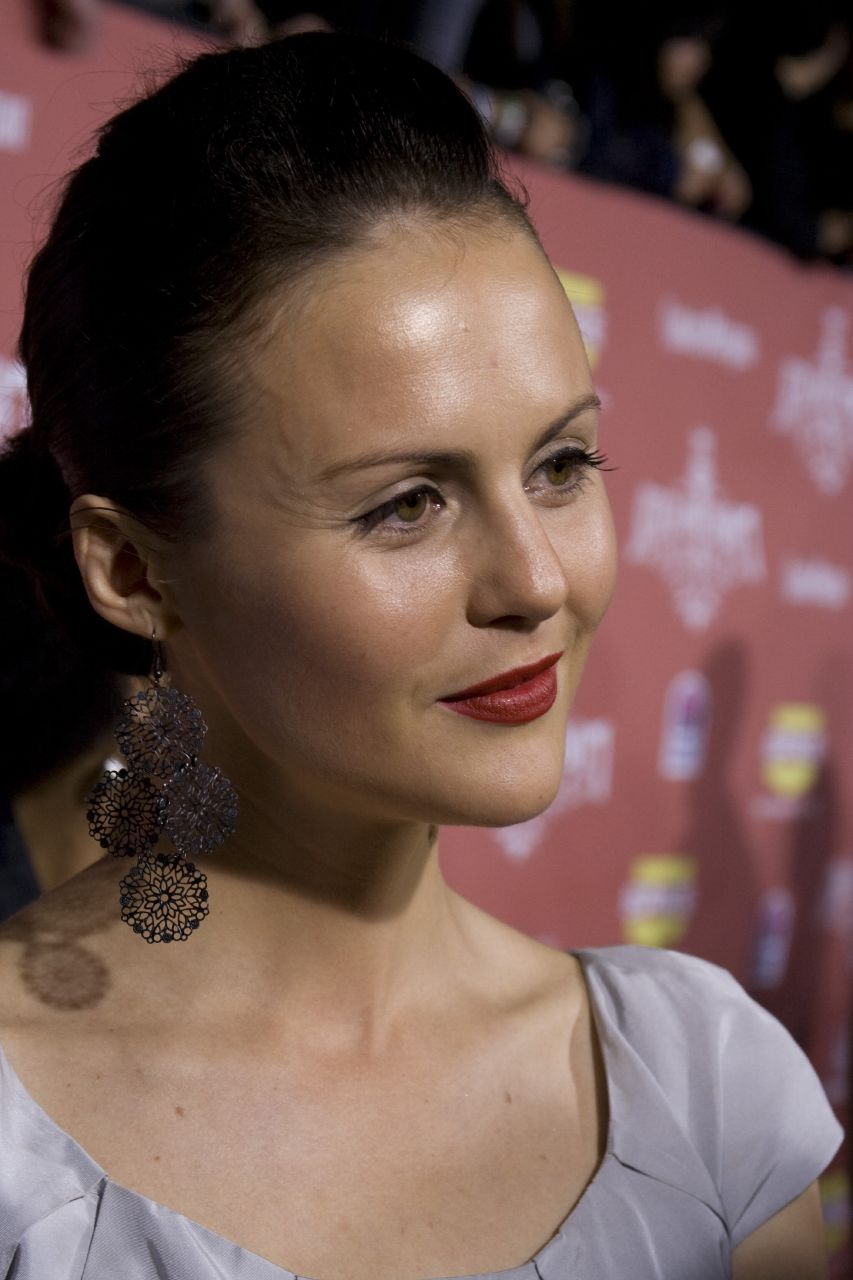
Amber Sainsbury spielte Roxanne Davenport
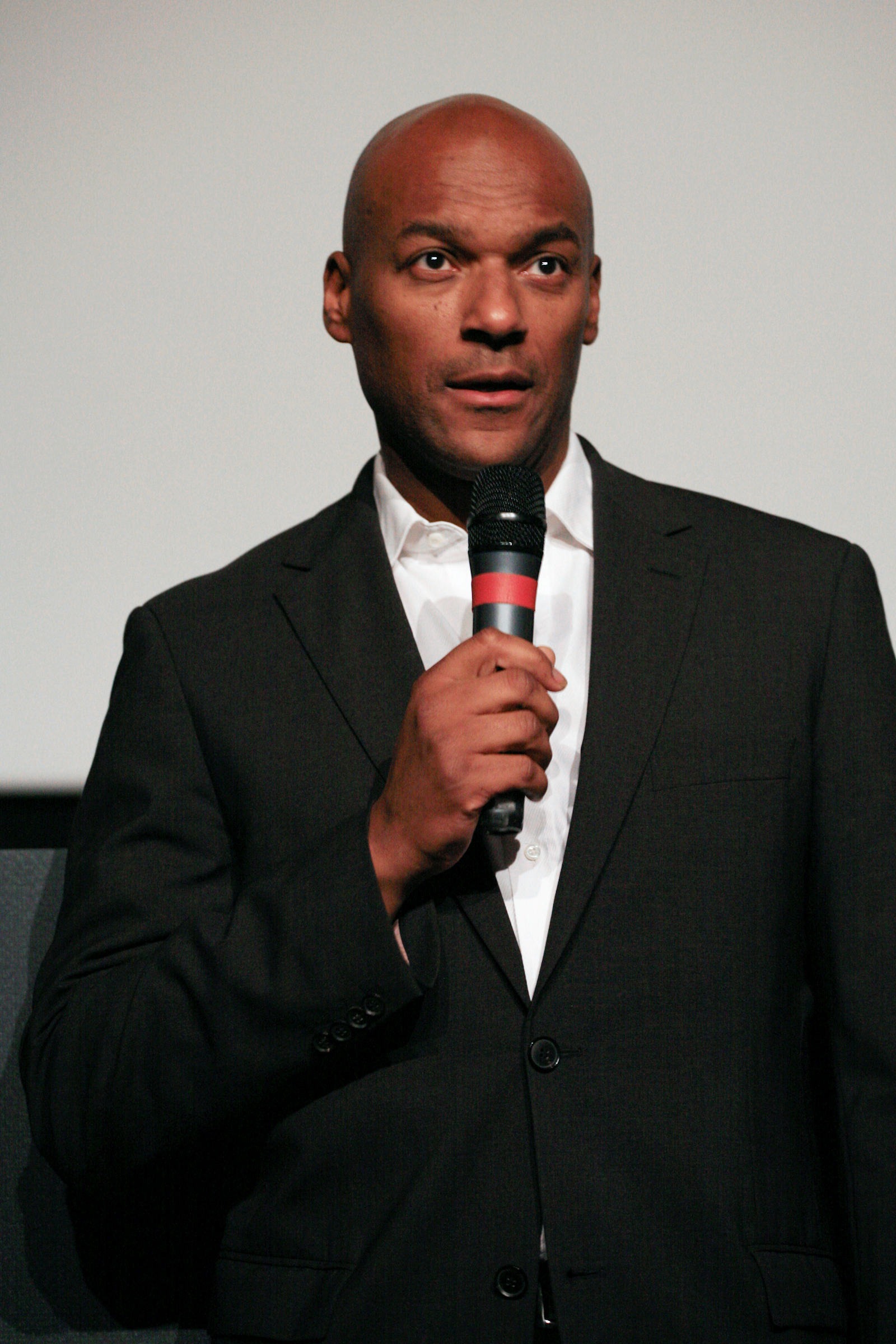
Colin Salmon spielte David Tyrel
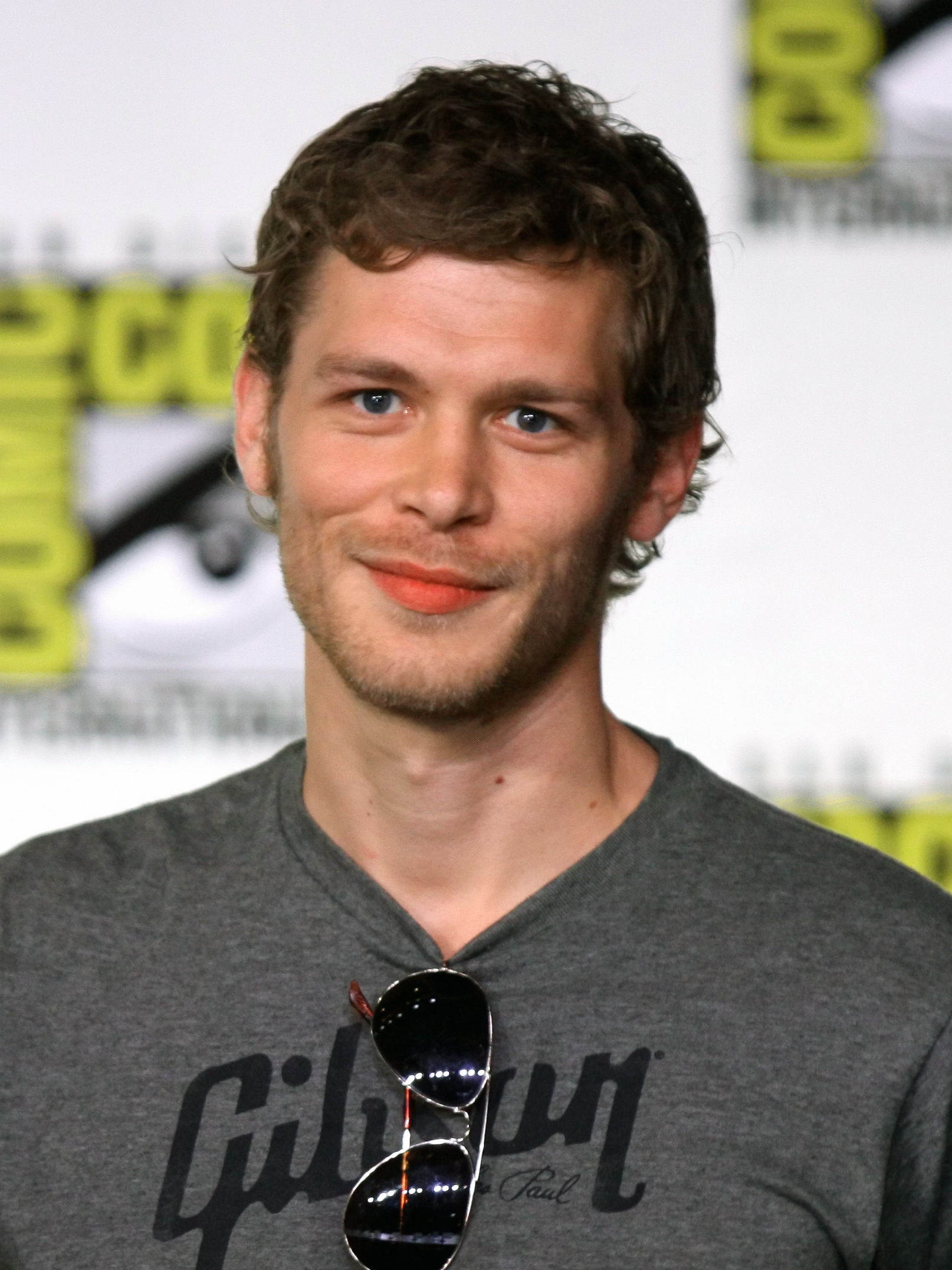
Joseph Morgan spielte Troy

| Darsteller         | Rollenname                | Folgen    | Beschreibung |
| Christina Cole     | Cassandra „Cassie“ Hughes | 1x01–2x03 | Cassie ist eine Nachfahrin der Medanham-Hexen und entdeckt ihre Hexenkräfte. |
| Jemima Rooper      | Thelma Bates              | 1x01–2x13 | Thelma ist Cassies beste Freundin. Sie verliebt sich in Cassie. Als sie verstirbt, taucht sie kurze Zeit später als Geist wieder auf. Nur übernatürliche Wesen wie Cassie oder Azazeal können sie sehen. |
| Michael Fassbender | Azazeal                   | 1x01–2x08 | Azazeal ist ein gefallener Engel. Er möchte einen Sohn haben, daher macht er sich an Cassie heran. |
| Jamie Davis        | Leon Taylor               | 1x01–2x13 | Leon ist ein Schüler an der Medanham Hall, der sich in Ella verliebt. |
| Amber Sainsbury    | Roxanne Davenport         | 1x01–2x13 | Roxanne ist die Anführerin der Clique der beliebtesten Schüler. Sie zeigt sich zunächst kaltherzig und manipulativ, bereut später aber ihre Taten.                                                       |
| Anna Wilson-Jones  | Jo Watkins                | 1x01–2x13 | Jo Watkins ist eine Lehrerin an der Medanham Hall. |
| Colin Salmon       | David Tyrel               | 1x01–2x11 | David Tyrel ist der Schulleiter der Medanham Hall. |
| Joseph Morgan      | Troy                      | 1x01–1x05 | Troy ist ein beliebter Schüler an der Medanham Hall, der mit Cassie zusammen ist. |
| Zoe Tapper         | Gemma                     | 1x01–1x04 | Gemma ist eine Schülerin an der Medanham Hall. |
| Laura Pyper        | Ella Dee                  | 2x01–2x13 | Ella ist eine Hexe, die schon seit Jahren versucht, den gefallenen Engel Azazeal zu stoppen, damit dieser keine Kinder zeugt.                                                                            |
| Joseph Beattie     | Malachi                   | 2x05–2x13 | Malachi ist der Sohn von Cassie Hughes und Azazeal. Er wächst unheimlich schnell heran und ist halb Engel und halb Hexer.                                                                                |
| Samuel Collings    | Tom Wright                | 2x03–2x13 | Tom ist ein Schüler an der Medanham Hall. Er ist heimlich schwul und in Leon verliebt. |

## Hintergrund
In Großbritannien und Irland wurde Hex von 2005 bis 2006 auf dem Fernsehsender Sky One gezeigt. Eine Ausstrahlung in den USA folgte 2006 auf BBC America. Einige Hauptdarsteller verließen die Serie. So stieg Joseph Morgan am Ende von Staffel 1 aus. Die Hauptdarstellerin Christina Cole war in ihrer Rolle als Cassie Hughes nur bis Staffel 2 Folge 3 zu sehen. Danach übernahm Laura Pyper als Ella Dee die Hauptrolle. Die Serie startete mit sehr guten Einschaltquoten. Rund eine Million Zuschauer sahen den Serienauftakt. Jedoch ließen die Zuschauerzahlen immer mehr nach. Daher wurde die Serie nach der zweiten Staffel abgesetzt. Die letzten Folgen sahen noch 200.000 Zuschauer.

## Episodenliste

### Staffel 1
| Nr. (ges.) | Nr. (St.) | Deutscher Titel | Originaltitel            | Erstausstrahlung Vereinigtes Königreich | Deutschsprachige Erstausstrahlung (D) | Regie       | Drehbuch                   |
| ---------- | --------- | --------------- | ------------------------ | --------------------------------------- | ------------------------------------- | ----------- | -------------------------- |
| 1          | 1         | —               | Pilot: The Story Begins  | 17. Okt. 2004                           | —                                     | Brian Grant | Julian Jones               |
| 2          | 2         | —               | Life Goes On             | 24. Okt. 2004                           | —                                     | Brian Grant | Lucy Watkins               |
| 3          | 3         | —               | Deeper Into the Darkness | 31. Okt. 2004                           | —                                     | Brian Grant | Lucy Watkins               |
| 4          | 4         | —               | Possession               | 7. Nov. 2004                            | —                                     | Brian Grant | Julian Jones               |
| 5          | 5         | —               | The Release              | 6. Nov. 2011                            | —                                     | Brian Grant | Julian Jones, Lucy Watkins |

### Staffel 2
| Nr. (ges.) | Nr. (St.) | Deutscher Titel | Originaltitel                              | Erstausstrahlung Vereinigtes Königreich | Deutschsprachige Erstausstrahlung (D) | Regie         | Drehbuch                   |
| ---------- | --------- | --------------- | ------------------------------------------ | --------------------------------------- | ------------------------------------- | ------------- | -------------------------- |
| 6          | 1         | —               | Cursed                                     | 18. Sep. 2005                           | —                                     | Brian Grant   | Lucy Watkins               |
| 7          | 2         | —               | Death Takes the Mother                     | 25. Sep. 2005                           | —                                     | Brian Grant   | Peter Tabern, Lucy Watkins |
| 8          | 3         | —               | Spiral                                     | 2. Okt. 2005                            | —                                     | Brian Grant   | Lucy Watkins               |
| 9          | 4         | —               | Ella Burns                                 | 16. Okt. 2005                           | —                                     | Brian Grant   | Jake Michie                |
| 10         | 5         | —               | With a Little Help from My Friends: Part 1 | 23. Okt. 2005                           | —                                     | Brian Grant   | Peter Tabern               |
| 11         | 6         | —               | With a Little Help from My Friends: Part 2 | 30. Okt. 2005                           | —                                     | Brian Grant   | Lucy Watkins               |
| 12         | 7         | —               | Noir                                       | 6. Nov. 2005                            | —                                     | Andy Goddard  | Peter Tabern               |
| 13         | 8         | —               | Where the Heart Is                         | 13. Nov. 2005                           | —                                     | Julian Murphy | Lucy Watkins               |
| 14         | 9         | —               | Doomed                                     | 20. Nov. 2005                           | —                                     | Brian Grant   | Jake Michie                |
| 15         | 10        | —               | You Lose                                   | 27. Nov. 2005                           | —                                     | Brian Grant   | Lucy Watkins               |
| 16         | 11        | —               | Hole                                       | 4. Dez. 2005                            | —                                     | Brian Grant   | Jake Michie                |
| 17         | 12        | —               | Seven Deadly Sins                          | 11. Dez. 2005                           | —                                     | Brian Grant   | Lucy Watkins               |
| 18         | 13        | —               | The Showdown                               | 4. Dez. 2005                            | —                                     | Brian Grant   | Lucy Watkins               |

## Auszeichnungen und Nominierungen
- 2007: GLAAD Media Award (Outstanding Drama Series, Nominierung)[6]